# Moldava
Moldava (německy Moldau) je obec v severozápadní části České republiky při hranici s Německem v okrese Teplice v Ústeckém kraji. Žije v ní 173 obyvatel. Rozkládá se na vrcholcích Krušných hor, na novoměstských pláních a v údolí pramene Moldavského potoka v průměrné nadmořské výšce 790 metrů. Obec je rozdělena na tři části – Horní Moldava, Dolní Moldava a Nové Město. Každá z těchto částí je od sebe vzdálena asi dva kilometry. Všechny tři části obce mají pravidelné autobusové spojení s městem Hrob a Teplicemi. Nové Město a Horní Moldava se nachází na železniční trati Most–Litvínov–Moldava. Na území Moldavy se dříve nacházely ještě osady Oldříš a Pastviny, které zanikly v padesátých letech 20. století.

## Název
Vesnice byla pojmenována podle potoka, ale původ názvu je nejasný. V historických pramenech se název vsi objevuje ve tvarech: Muldaw (1346), Mulda (1402), Cžeska Mulda (1628–1634), Česká Mulda (1637), Böhm. Meuldaw (1664) a Moldau (1787, 1833). Používal se také lidový tvar Mulde.

## Historie

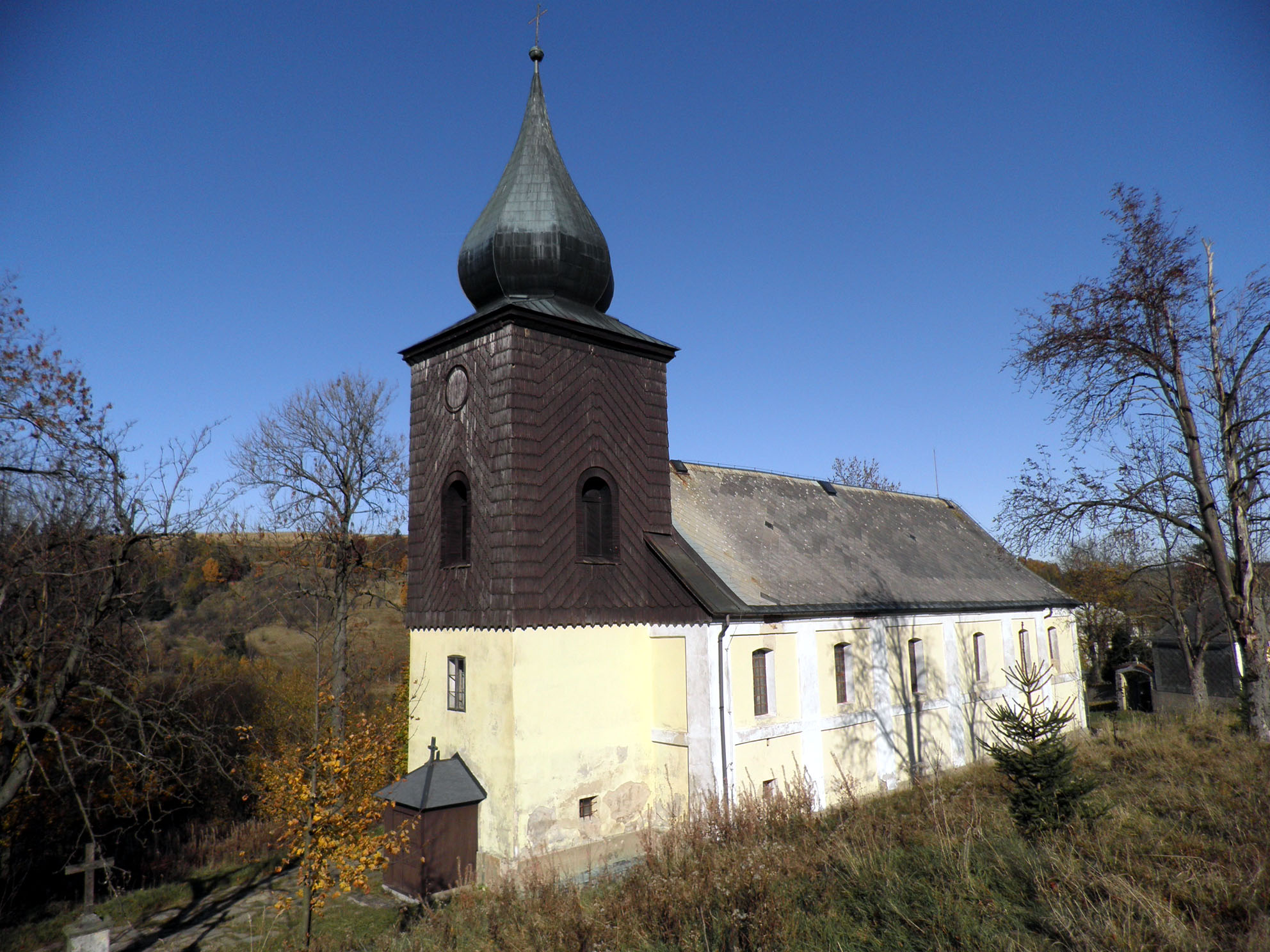
Kostel Navštívení Panny Marie na Moldavě

Stáří osídlení v okolí Moldavy dokládají nálezy z mladší doby kamenné. Ves se nacházela na staré solné stezce z Hrobu do Frauensteinu v Sasku. Krušnohorský pomezní hvozd lákal svým přírodním bohatstvím již odedávna skláře, neboť ke sklářskému podnikání bylo zapotřebí velkého množství dřeva. První doklady o sklářství na Moldavě na území rýzmburského panství pocházejí z roku 1392. Jedná se o účty na dřevo uložené ve Státním archivu v Drážďanech. Existenci hutě pak dokládá listina ze 4. února 1398, kde Boreš z Rýzmburka prodal lesní huť míšeňskému markraběti Vilému z Míšně z rodu Wettinů. V roce 1346 se objevuje v církevních účtech míšeňské kapituly jméno Mulda. Tento rok dokládá stavbu pravděpodobně dřevěného kostelíka. První písemná zmínka o samotné obci pochází až z roku 1402.
Při archeologických výzkumech bylo v okolí Moldavy nalezeno pět sklářských hutí, kolem jejichž pozůstatků vedla naučná stezka Po stopách sklářství na Moldavě. V letech 1537–1547 stanovil král Ferdinand I. pevné zemské hranice a Moldava připadla české straně. V roce 1560 se na Moldavě těžilo stříbro, těžba však netrvala dlouho.
Během třicetileté války zde prošla saská, švédská i císařská vojska, prchal tudy Albrecht z Valdštejna po porážce u Lützenu.
Vzhledem k blízkosti hranic zde byly problémy s protestanty a katolíky. Při násilné rekatolizaci chodili Moldavští na bohoslužby do sousedního Hermsdorfu a katolický kostel zel prázdnotou. Násilí se neobešlo bez útěků za hranice. Od roku 1687 je veden katolický farář při moldavském kostele Navštívení Panny Marie.
Tereziánský katastr uvádí 37 hospodářů, čtyři mlynáře, ševce, krejčího, tesaře a šenkýře. Lidé chovali dobytek a pracovali v lese. Moldavské dřevo bylo exportováno do Saska, především do freiberských dolů. Mezi Moldavou, Oldříšem a Novým Městem jsou dodnes rozsáhlá rašeliniště. Rašelina se těžila a dovážela z hor do lázní v Teplicích, nebo za hranice. Rok 1787 uvádí 81 domů a čtyři domy z osady Vápenice. Na počátku 19. století byla na cestě Mikulov–Freiberg zřízena celnice.
V roce 1833 bylo na Moldavě 701 obyvatel a 105 domů, za deset let 741 obyvatel ve 112 domech. V roce 1850 se k Moldavě přičlenily osady Pastviny a Oldříš, později se však opět osamostatnily.
Moldavská škola byla založena v roce 1792, jako jednotřídka fungovala pouze v zimě, dvoutřídní škola se otevřela v nové budově roku 1870. Do školy na Moldavě chodily až do roku 1867 i děti z Pastvin.
V roce 1880 je uváděno 723 obyvatel, roku 1885 zde bylo 125 domů a 732 obyvatel, roku 1890 136 domů a 864 obyvatel, z nichž 23 bylo české národnosti, roku 1921 měla obec 114 domů a 930 obyvatel, (43 Čechů) a roku 1930 875 obyvatel.
V letech 1871–1884 byla vybudována Moldavská horská dráha, která obec spojila s Mostem. O rok později byl dokončen železniční hraniční přechod do Holzhau, který umožnil železniční spojení do saského Freibergu. Dopravovalo se po ní uhlí, vytěžená ruda, dřevo z Krušných hor a samozřejmě turisté. V roce 1997 byla větší část zbývající trati prohlášena za kulturní památku.
V Dolní Moldavě byla v šedesátých letech dvacátého století nalezena žíla fluoritbarytu. V roce 1960 byla k Moldavě připojena osada Nové Město.

## Přírodní poměry
Klima Krušných hor ovlivňuje nadmořská výška. Roční průměry teplot se pohybují mezi 8 a 9 ˚C.
Květena je velmi pestrá. Ve vyšších polohách Krušných hor byly původními rostlinnými společenstvy bikové a květnaté bučiny, které byly později nahrazeny smrkovými monokulturami. Významným biotopem v Krušných horách jsou rašeliniště a kdysi obdělávané květnaté louky, na nichž doposud roste řada významných a mizejících rostlin, např. lilie cibulkonosná, všivec ladní, upolín nejvyšší, srstnatec plamatý, tučnice obecná, prha arnika.
Pro lesnaté oblasti Krušných hor je z velkých savců charakteristický především jelen evropský, srnec obecný a prase divoké. V roce 1958 byl u Moldavy zastřelen omylem los evropský. Další exemplář byl na Moldavě pozorován opět v roce 1987. Byla vyslovena teorie, že Krušné hory jsou součástí historické tahové cesty losů ve směru sever–jih. Mozaika rašelinišť, luk a mladých výsadeb náhradních dřevin ve vrcholové partii Krušných hor je ideálním prostředím pro silně ohroženého tetřívka obecného, který zde hnízdí. Z dalších druhů ptáků osidlují lesní biotopy Krušných hor, např. jestřáb lesní, kalous ušatý, puštík obecný, sýc rousný, sluka lesní, bekasina otavní. Bezobratlé zastupuje několik druhů chráněných mravenců rodu Formica, čmeláci rodu Bombus a některé druhy střevlíků.

## Obyvatelstvo
|                                                            | 1869 | 1880 | 1890 | 1900 | 1910  | 1921 | 1930 | 1950 | 1961 | 1970 | 1980 | 1991 | 2001 | 2011 |
| ---------------------------------------------------------- | ---- | ---- | ---- | ---- | ----- | ---- | ---- | ---- | ---- | ---- | ---- | ---- | ---- | ---- |
| Obyvatelé                                                  | 728  | 732  | 864  | 964  | 1 025 | 930  | 875  | 206  | 178  | 125  | 134  | 119  | 113  | 182  |
| Domy                                                       | 118  | 123  | 136  | 141  | 144   | 146  | 146  | 118  | 53   | 35   | 27   | 24   | 53   | 55   |
| Tabulka v roce 1961 zahrnuje domy místní části Nové Město. |      |      |      |      |       |      |      |      |      |      |      |      |      |      |

## Části obce
- Moldava
- Nové Město

K obci náležejí též katastrální území zaniklých vesnic Oldříš a Pastviny.

## Služby
Během historického vývoje se Moldava rozdělila na dvě části. Horní část Moldavy je správním centrem obce. Sídlí zde obecní úřad, knihovna, veřejný internet a pošta. Je tu silniční hraniční přechod Moldava–Neurehefeld, železniční stanice, čerpací stanice pohonných hmot, tržnice a několik restauračních a ubytovacích zařízení.
Dolní Moldava je původní a nejstarší částí obce kolem bývalých dolů a kostela. Slouží především k bydlení a k rekreaci. Stojí zde katolický kostel Navštívení Panny Marie, hřbitov, restaurace a hotel. Moldavský potok, pramenící v lesích nad Moldavou, napájí dvě vodní nádrže, umožňující v létě přírodní koupání. Dolní část obce je propojena se saským horským střediskem Holzhau pěším hraničním přechodem.

## Doprava

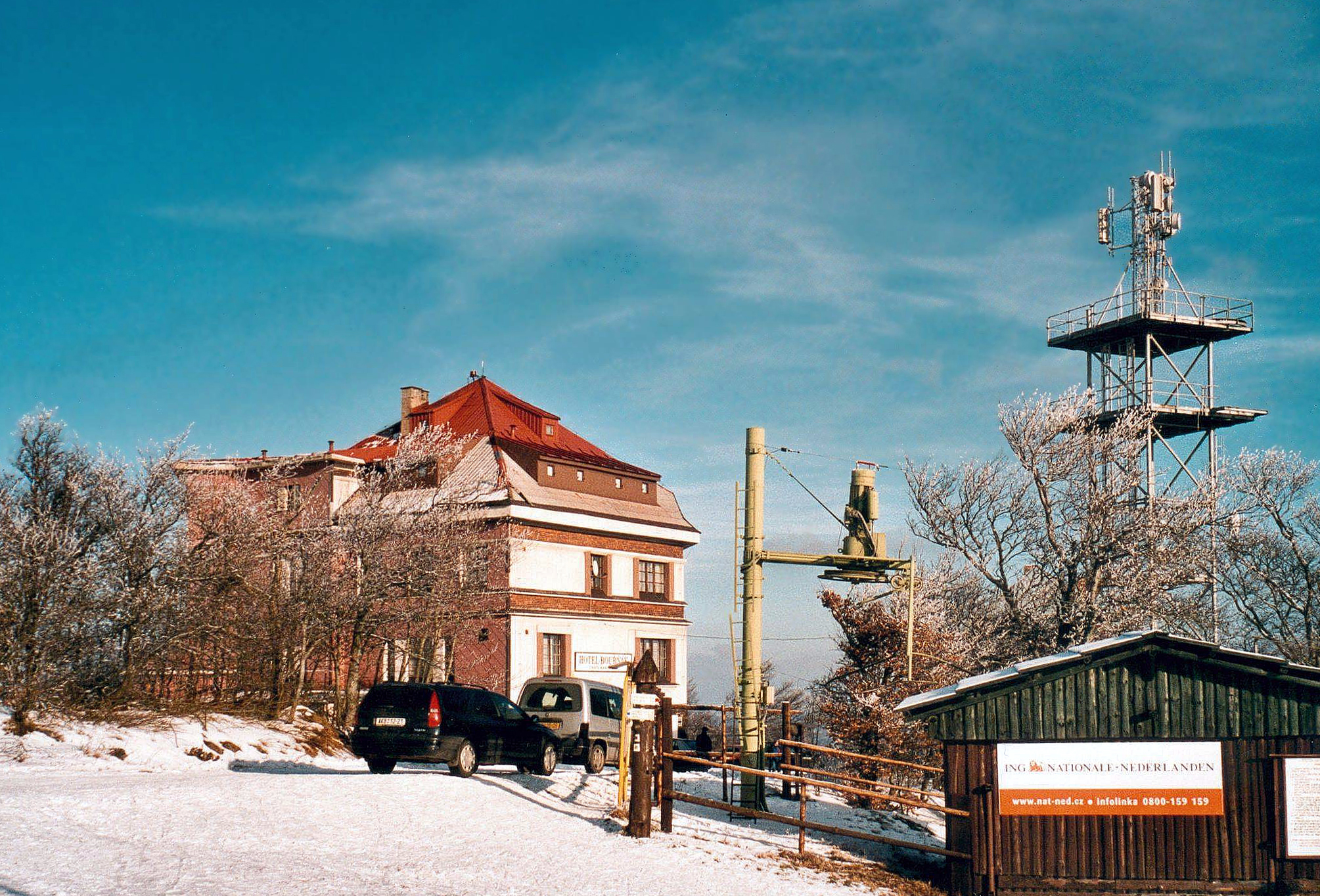
Fotografie z roku 2001

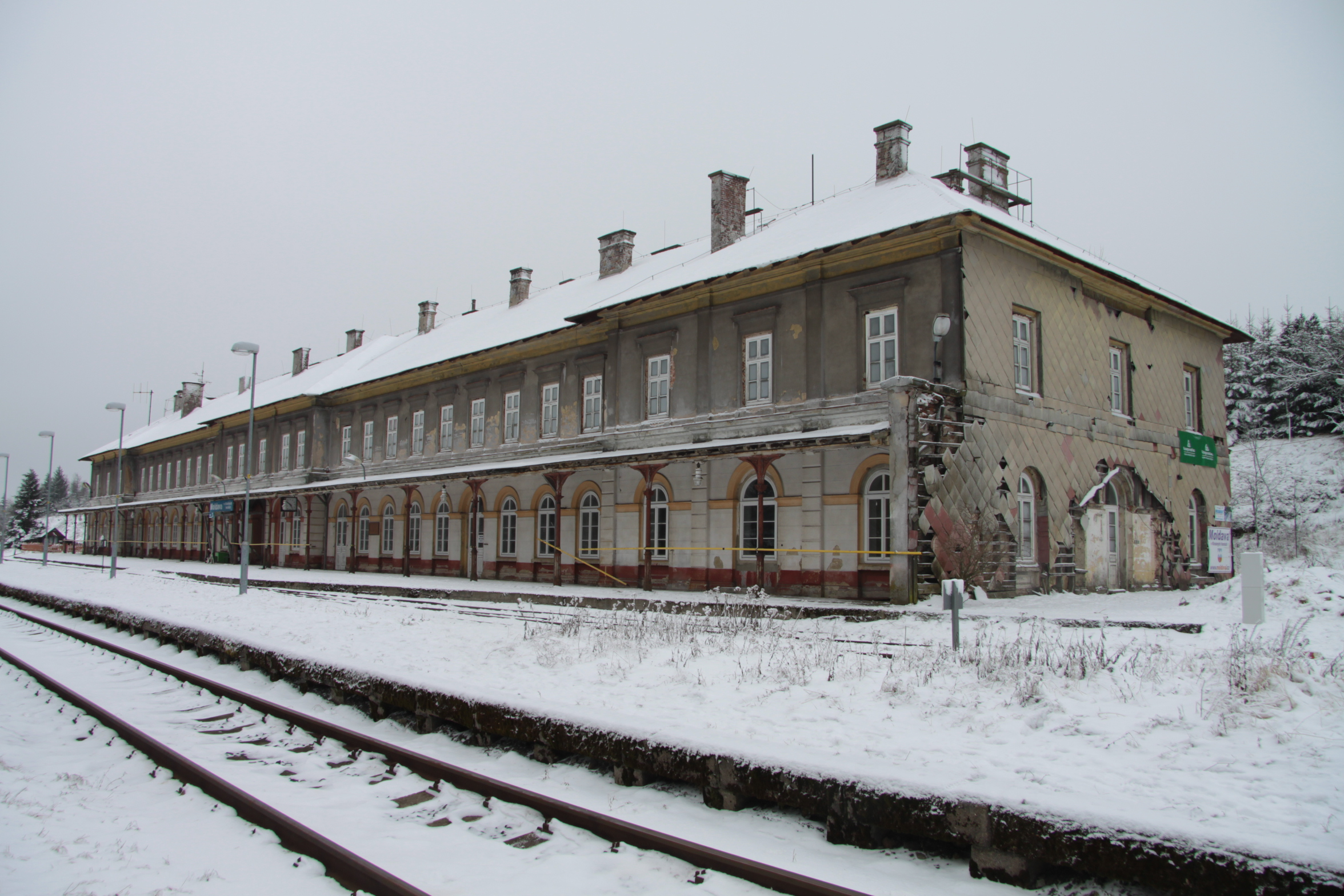
Moldavské nádraží

V Horní Moldavě stojí železniční stanice Moldava v Krušných horách, ve které končí Moldavská horská dráha.

## Pamětihodnosti
- Kostel Navštívení Panny Marie s cibulovitou věží, vystavěný roku 1687 na místě staršího kostela. Stojí v Dolní Moldavě u hřbitova v zadní části obce. Západní věž nese zvon z roku 1923 od Richarda Herolda. Kromě toho se zde nacházejí ještě tři další závěsy ze zrekvírovaných zvonů.
- Hřbitov
- Pomník Františka Koubka[7]
- Věžička na Novém Městě. Na střeše domu, stojícího za hospodou Bendlovka, je umístěna jednoduchá věžička se zvonem.
- Sklářská huť. V letech 1991–1992 byla na základě poznatků archeologických výzkumů Archeologického ústavu v Mostě postavena kopie středověké sklářské pece. Jde o unikátní technickou stavbu, která byla navržena do soupisu státem chráněných památek. V letech 1992–1994 v ní byly realizovány tři experimentální tavby, při kterých byly prověřovány středověké technologie tavení, chlazení a tvarování skla. Tvarování skla prováděli nejlepší sklářští mistři z Novoborska. Replika středověké sklářské huti je součástí Naučné sklářské stezky a nachází se v lokalitě Horní Moldava. V důsledku kulturní lhostejnosti byla stavba ponechána svému osudu. V krátké době došlo vlivem klimatických podmínek k její destrukci. Později byla zbořena a na jejím místě vystavěna soukromá chata.